# 쾨니히스브룬

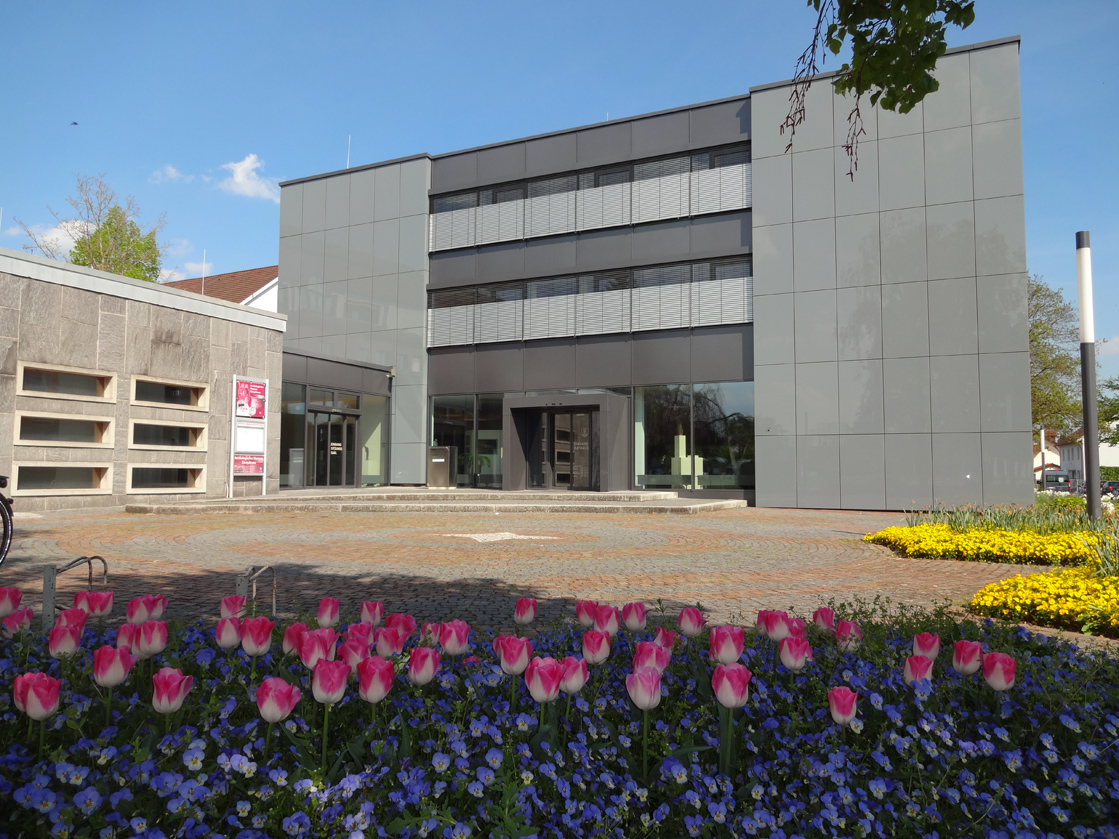
쾨니히스브룬 시청

쾨니히스브룬(독일어: Königsbrunn)은 독일 바이에른주에 위치한 도시로 면적은 18.40km2, 높이는 516m, 인구는 27,772명(2015년 12월 31일 기준), 인구 밀도는 1,500명/km2이다. 아우크스부르크에서 남쪽으로 약 10km 정도 떨어진 곳에 위치한다.

시 문장